# Fordham (Essex)
Fordham – wieś i civil parish w Anglii, w hrabstwie Essex, w dystrykcie Colchester. Leży 31 km na północny wschód od miasta Chelmsford i 80 km na północny wschód od Londynu. W 2011 civil parish liczyła 835 mieszkańców. Fordham jest wspomniana w Domesday Book (1086) jako For(de)ham.